# Palung Ri
Der Palung Ri ist ein vergletscherter Berg im Himalaya im autonomen Gebiet Tibet. 
Der Berg hat eine Höhe von 7012 m (nach anderen Quellen 7022 m). Er befindet sich im Mahalangur Himal. Der 8188 m hohe Cho Oyu liegt 4,17 km südsüdöstlich. Dazwischen liegt der 6517 m hohe Bergsattel Palung La. Der Palunggletscher trennt das Bergmassiv des Palung Ri von dem östlich gelegenen Bergmassiv des Siguang Ri (7308 m). Westlich des Bergmassivs erstreckt sich der Gyabrag-Gletscher.

## Besteigungsgeschichte
Die Erstbesteigung des Palung Ri gelang am 14. Mai 1952 den Neuseeländern Edmund Hillary und George Lowe im Rahmen von Eric Shiptons Cho-Oyu-Expedition über den West-Nordwestgrat. Die zweite Besteigung erfolgte am 16. Mai 1955 durch die Österreicher Erwin Schneider und Ernst Senn im Rahmen der Expedition von Norman Dyhrenfurth zum Lhotse. Die erste dokumentierte Begehung der Süd-Südostflanke ab Palung La erfolgte durch Martin Lutterjohann und Michael Kinne am 2. Mai 1992.